# Volkszählung in Namibia
Eine Volkszählung in Namibia findet in dem südwestafrikanischen Staat gemäß internationalen Empfehlungen alle zehn Jahre statt. Diese wurden auf staatliche Anordnung 1991 und 2001 vom „Central Bureau of Statistics“ (CBS) der Planungskommission (NPC) durchgeführt. Die Grundlagen eines Zensus sind in Bereich 3(2) des „Statistics Act (Act No. 66 of 1976)“ festgeschrieben. Erstmals fand die Auswertung der Daten 2011 durch die neu geschaffene Namibia Statistics Agency statt, die auf Grundlage des Statistics Act, 2011 (Act No 9 of 2011) agiert und die 2012 alle Aufgaben des CBS übernahm.
Seit der Unabhängigkeit Namibias im Jahr 1990 wurden vier Volkszählungen durchgeführt (1991, 2001, 2011 und 2023).
Erstmals wurde 2016 ein Zwischenbericht angefertigt. Dieser soll in Zukunft immer fünf Jahre nach einer Volkszählung durchgeführt werden.
Die Volkszählung 2021 wurde aufgrund finanzieller Probleme verschoben und sollte im August 2022 nachgeholt werden. Aufgrund erneuter finanzieller Engpässe wurde sie am 1. März 2022 auf unbestimmte Zeit verschoben. Der Zensus fand schlussendlich in der zweiten Jahreshälfte 2023 statt, die ersten vorläufigen Ergebnisse wurden im März 2024 veröffentlicht, der Endbericht Anfang 2025. Die Ergebnisse des Zensus, die ein extrem hohes Bevölkerungswachstum sahen, wurden von Politikern und Experten in Frage gestellt.

## Zensusergebnisse
| Region                           | Zensus           | Zensus                | Zensus           | Zensus                | Zensus           | Zensus                | Zensus           |
| Region                           | Einwohner (1991) | Veränderung 1991–2001 | Einwohner (2001) | Veränderung 2001–2011 | Einwohner (2011) | Veränderung 2011–2023 | Einwohner (2023) |
| -------------------------------- | ---------------- | --------------------- | ---------------- | --------------------- | ---------------- | --------------------- | ---------------- |
| Erongo                           | 55.470           | 94,09 % ▲             | 107.663          | 40,10 % ▲             | 150.809          | 59,28 % ▲             | 240.206          |
| Hardap                           | 066.495          | 02,60 % ▲             | 068.249          | 16,50 % ▲             | 079.507          | 34,18 % ▲             | 106.680          |
| Kavango Kavango-Ost Kavango-West | 116.830 –        | 73,49 % ▲ –           | 202.694 –        | 10,19 % ▲ –           | 223.352 –        | 52,98 % ▲             | 218.421 123.266  |
| ǁKharasKlicklaut                 | 061.162          | 13,40 % ▲             | 069.329          | 11,70 % ▲             | 077.421          | 41,94 % ▲             | 109.893          |
| Khomas                           | 167.071          | 49,79 % ▲             | 250.262          | 36,71 % ▲             | 342.141          | 35,71 % ▲             | 494.605          |
| Kunene                           | 064.017          | 07,37 % ▲             | 068.735          | 26,36 % ▲             | 086.856          | 39,03 % ▲             | 120.762          |
| Ohangwena                        | 179.634          | 27,14 % ▲             | 228.384          | 07,47 % ▲             | 245.446          | 37,59 % ▲             | 337.729          |
| Omaheke                          | 052.735          | 29,02 % ▲             | 068.039          | 04,69 % ▲             | 071.233          | 44,43 % ▲             | 102.881          |
| Omusati                          | 189.919          | 20,49 % ▲             | 228.842          | 06,26 % ▲             | 243.166          | 07,75 % ▲             | 262.020          |
| Oshana                           | 134.884          | 20,0 % ▲              | 161.916          | 10,92 % ▲             | 176.674          | 30,64 % ▲             | 230.801          |
| Oshikoto                         | 128.745          | 25,06 % ▲             | 161.007          | 13,02 % ▲             | 181.973          | 41,39 % ▲             | 257.302          |
| Otjozondjupa                     | 102.536          | 32,04 % ▲             | 135.384          | 06,29 % ▲             | 143.903          | 53,44 % ▲             | 220.811          |
| Sambesi                          | 090.442          | −11,70 % ▼            | 079.826          | 11,30 % ▲             | 090.596          | 57,26 % ▲             | 142.474          |
| GESAMT                           | 1.409.920        | 29,82 % ▲             | 1.830.330        | 15,44 % ▲             | 2.113.007        | 43,02 % ▲             | 3.022.401 ▲      |

### Zwischenzensus
| Region                           | Zwischenzensus              | Zwischenzensus         |
| Region                           | Veränderung zum Zensus 2011 | Einwohner (2016)       |
| -------------------------------- | --------------------------- | ---------------------- |
| Erongo                           | 20,94 %                     | 182.402                |
| Hardap                           | 09,66 %                     | 87.186                 |
| Kavango Kavango-Ost Kavango-West | 06,38 % –                   | 237.597 148.466 89.131 |
| ǁKharas                          | 10,77 %                     | 85.759                 |
| Khomas                           | 21,52 %                     | 415.780                |
| Kunene                           | 12,68 %                     | 97.865                 |
| Ohangwena                        | 04,10 %                     | 255.510                |
| Omaheke                          | 04,77 %                     | 74.629                 |
| Omusati                          | 02,76 %                     | 249.885                |
| Oshana                           | 07,11 %                     | 189.237                |
| Oshikoto                         | 07,25 %                     | 195.165                |
| Otjozondjupa                     | 07,25 %                     | 154.342                |
| Sambesi                          | 09,11 %                     | 98.849                 |
| GESAMT                           | 11,00 %                     | 2.324.388              |

### Historische Ergebnisse
- 1921: 223.665
- 1936: 320.457
- 1946: 350.037–360.040
- 1951: 414.601
- 1960: 526.004[11]
- 1970: 761.010[12]